# Josef Ostermayer

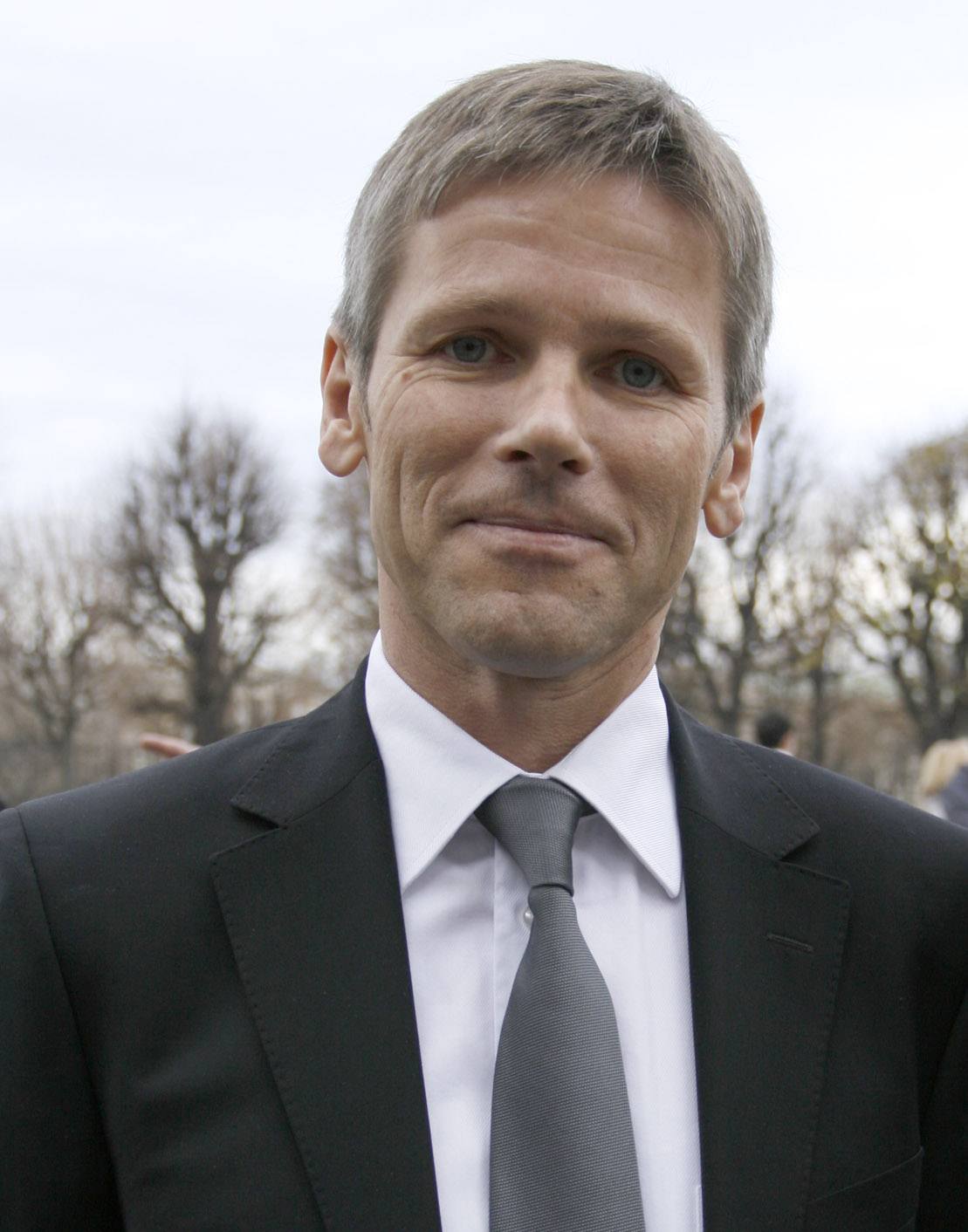
Josef Ostermayer (2008)

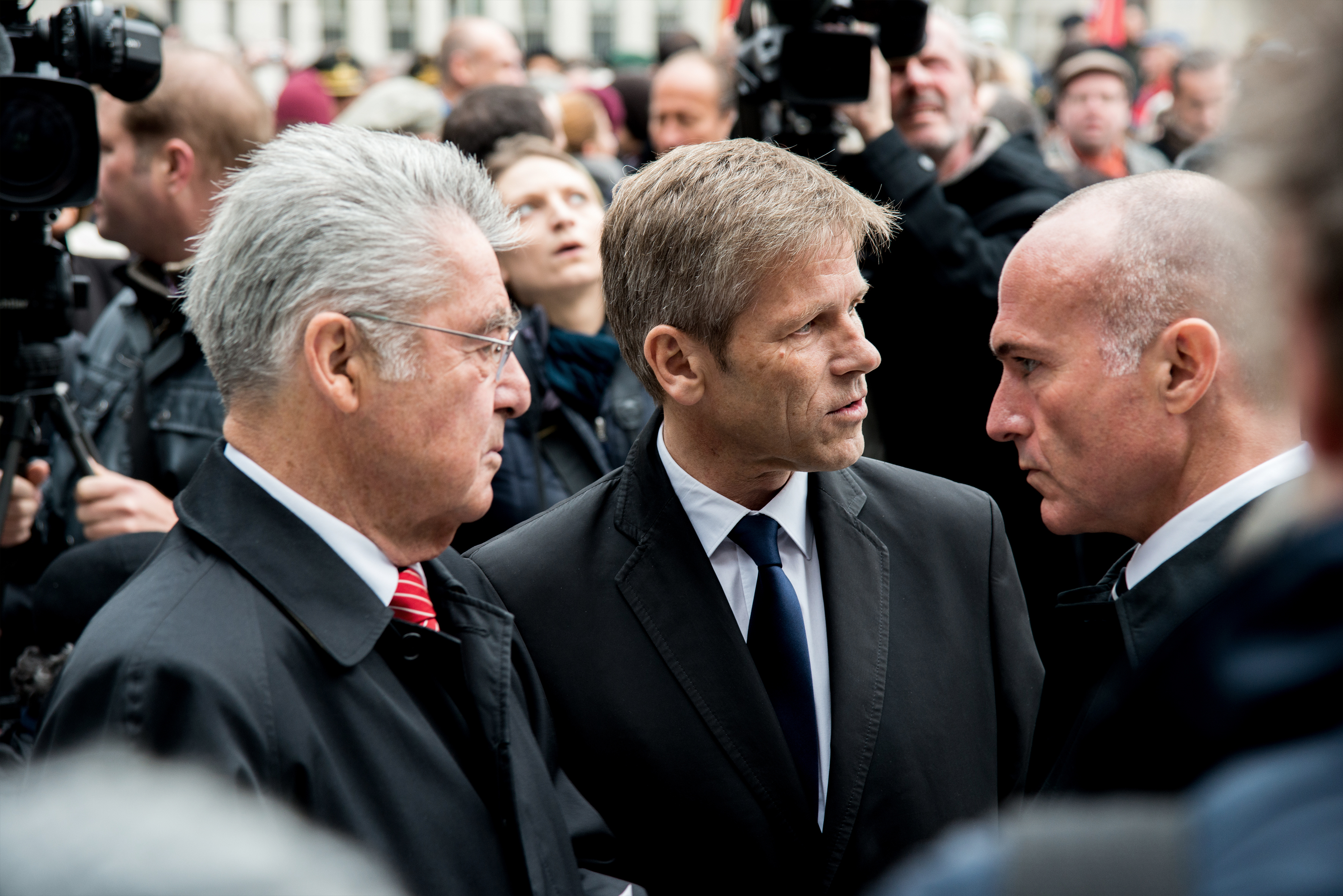
Mit dem damaligen Bundespräsidenten Heinz Fischer und Verteidigungsminister Gerald Klug bei der Eröffnung des Denkmals für die Verfolgten der NS-Militärjustiz am Ballhausplatz, 2014

Josef Ostermayer (* 12. März 1961 in Schattendorf, Burgenland) ist ein ehemaliger österreichischer Politiker (SPÖ). Von 2008 bis 2013 war er Staatssekretär, danach bis 2016 Bundesminister im österreichischen Bundeskanzleramt.

## Leben
Nach der Matura am Bundesrealgymnasium Mattersburg begann Ostermayer ein Studium der Rechtswissenschaften und schloss dieses 1985 als Dr. iur. ab. Ab 1987 arbeitete er als Rechtsberater und -vertreter bei der Mietervereinigung Österreichs und wurde dort 1988 leitender Jurist, 1994 wurde er zum Geschäftsführer des wohnfonds_wien (ehemals Wiener Bodenbereitstellungs- und Stadterneuerungsfonds) bestellt. Als Ostermayers damaliger Vorgesetzter, der amtsführende Stadtrat für Wohnen, Wohnbau und Stadterneuerung Werner Faymann, 2007 zum Infrastrukturminister berufen wurde, wurde Ostermayer dessen Kabinettschef.
Ab 2. Dezember 2008 war Ostermayer Staatssekretär im Bundeskanzleramt für Regierungskoordination und Medien der Bundesregierung Faymann I. Er galt als „rechte Hand“ von Bundeskanzler Faymann, als Politiker war er unter anderem als Verhandler auf Bundesebene im Kärntner Ortstafelstreit im Einsatz, der im Jahr 2011 beendet werden konnte.
Ab 16. Dezember 2013 war Ostermayer Kanzleramtsminister in der Bundesregierung Faymann II, am 1. März 2014 übernahm er das Amt des Bundesministers für Kunst und Kultur, Verfassung und öffentlichen Dienst; der Verantwortungsbereich „öffentlicher Dienst“ wurde in weiterer Folge im Dezember 2014 an die neue Staatssekretärin ins Bundeskanzleramt Sonja Steßl übergeben.
Am 17. Mai 2016 wurde offiziell bekannt, dass Thomas Drozda vom neu angelobten Bundeskanzler Christian Kern als Nachfolger für Ostermayer vorgesehen ist; am 18. Mai 2016 wurde Ostermayer vom Bundespräsidenten auf Vorschlag von Kern aus der Regierung entlassen.
Am 14. September 2016 wurde bekannt, dass Ostermayer vom 1. November 2016 an als eines von vier Vorstandsmitgliedern der Sozialbau AG, eines gemeinnützigen Wohnbauunternehmens, fungieren werde. Diesen Vertrag löste er 2021 vorzeitig auf und war von 2022 bis 2023 Geschäftsführer des in der Immobilienbranche tätigen Wiener Familienunternehmens Imfarr Beteiligungs GMBH.

## Privates
Josef Ostermayer ist mit einer Lehrerin verheiratet, er hat eine Tochter und einen Sohn.
Ein Großonkel Ostermayers ist Josef Grössing. Grössing war ein Bruder von Ostermayers Großmutter und wurde 1927 im Alter von sechs Jahren im Rahmen einer Konfrontation zwischen dem Republikanischen Schutzbund und der Frontkämpfervereinigung Deutsch-Österreichs in Schattendorf durch Angehörige der Frontkämpfer erschossen. Der Freispruch der angeklagten Täter im sogenannten „Schattendorfer Urteil“ führte in weiterer Folge zum Wiener Justizpalastbrand.

## Ehrungen und Auszeichnungen
- 2011: Kärntner Landesorden in Gold[6][7]
- 2011: Großes Silbernes Ehrenzeichen am Bande für Verdienste um die Republik Österreich[8][9]
- 2012: Otto-Bauer-Plakette